# Великий сон
«Великий сон» (англ. The Big Sleep) — американський кінофільм 1946 року. Один з класичних зразків жанру «чорного фільму» (нуар) — особливого різновиду американських кримінальних драм, популярного в 1940-50-х роках. Стрічку знято за романом майстра детективного жанру Реймонда Чандлера. У головних ролях — Гамфрі Богарт і Лорен Бекол.

## Сюжет
Головним героєм є постійний персонаж творів Чандлера, приватний детектив Філіп Марлоу (Г. Богарт).
Коли Марлоу вперше приходить у будинок генерала Стенвуда у справі шантажу, він ще не знає, що це лише початок бурхливих подій, які йому доведеться пережити.

## У ролях
- Хамфрі Богарт — Філіп Мароу
- Лорен Бекол — Вівіан Стернвуд Ратлідж
- Джон Ріджелі — Еді Марс
- Марта Викерс — Кармен Стернвуд
- Дороті Мелоун — власниця книжкового магазину
- Пегі Нудсен — Мона Марс
- Реджис Тумі — головний інспектор Берні Олс
- Елайша Кук молодший — Гарі Джоунс